# Attributive Amnesie
Als attributive Amnesie (AA) bezeichnet man ein Phänomen, bei dem Versuchspersonen, die zwei unterschiedliche Reizabfolgen beobachten können und sich auf eine der beiden Abfolgen konzentrieren, nicht in der Lage sind, einen Schlüsselreiz (z. B. die Farbe oder die Identität eines Zielbuchstabens) in der anderen Abfolge zu erkennen.